# つくば市立吾妻小学校

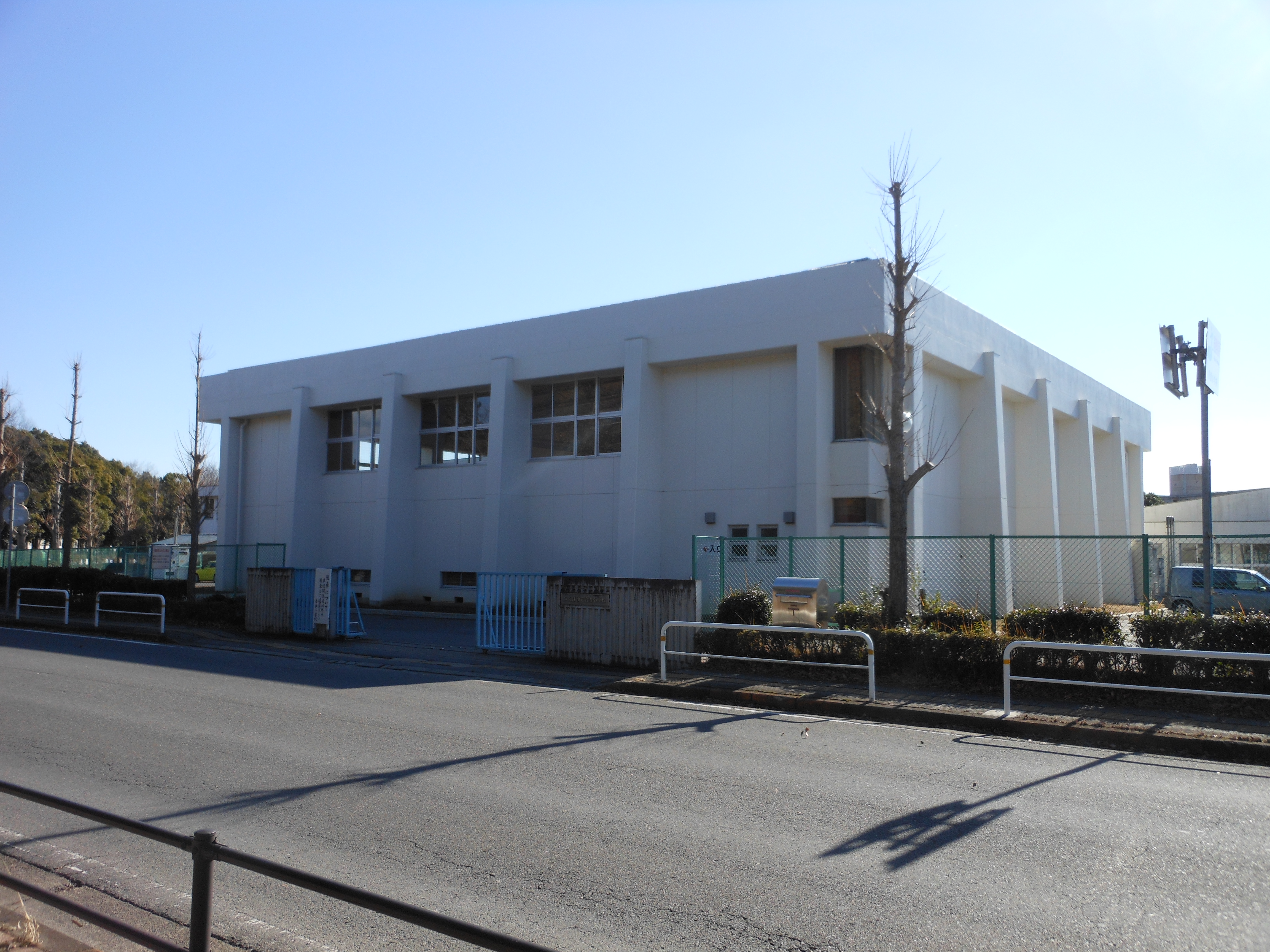
校門と体育館

つくば市立吾妻小学校（つくばしりつ あづましょうがっこう）は、茨城県つくば市吾妻二丁目にある公立小学校。2015年（平成27年）度の学校基本調査によると児童は23学級555人、教職員は兼務者を含めて33人。
つくばAZUMA学園（つくばアヅマがくえん）として、吾妻中学校と連携型小中一貫教育を実施している。学園名がAZUMAとなっているのは、学園の卒業生がグローバルに活躍してほしいという願いが込められているからである。

## 概要
筑波研究学園都市の中心に位置する。

## 沿革
- 1979年（昭和54年）4月1日 - 開校式挙行 [4]。
- 1987年（昭和62年）11月30日 - つくば市発足により、つくば市立吾妻小学校となる
- 1991年（平成3年）2月23日 - 校庭グラウンド整備に伴い、バックネット完成
- 2004年（昭和62年）3月10日 - 新校舎完成[5]
- 2005年（平成17年）9月 - 校庭グラウンド南側にフェンス設置
- 2008年（平成20年） - 実験的に吾妻中学校と小中一貫教育を開始、以後継続[6]

## 学区
吾妻（一 - 三丁目）、天久保、天王台。

## 進学
卒業生は県立・私立中学校へ進学しない限り、基本的にはつくば市立吾妻中学校へ進学する。